# Terreurs (album d'ADX)
Albums de ADX
Division Blindée
(16 mai 2008) Immortel
(17 octobre 2011)
Terreurs est le septième album studio du groupe de speed metal français ADX sorti en 2010.
Il propose les 7 morceaux de l'album La terreur réenregistrés en 2010, ainsi que 10 morceaux de 1986 : 3 inédits et l'album original.

## Liste des titres
| No  | Titre                  | Durée |
| --- | ---------------------- | ----- |
| 1.  | Les Enfants de l'ombre | 5:32  |
| 2.  | Marquis du mal         | 4:34  |
| 3.  | Alésia (Instrumental)' | 5:49  |
| 4.  | La Terreur             | 3:59  |
| 5.  | Mémoire de l'éternel   | 3:55  |
| 6.  | Le Blason de la honte  | 4:27  |
| 7.  | Tourmentes et Passion  | 7:41  |
| 8.  | L'Honneur perdu        | 3:26  |
| 9.  | N'abandonne jamais     | 3:20  |
| 10. | A&S (Aglaé et Sidonie) | 1:33  |
| 11. | Les Enfants de l'ombre | 5:09  |
| 12. | Marquis du mal         | 4:48  |
| 13. | Alésia (Instrumental)' | 5:56  |
| 14. | La Terreur             | 4:19  |
| 15. | Mémoire de l'éternel   | 3:53  |
| 16. | Le Blason de la honte  | 4:22  |
| 17. | Tourmentes et Passion  | 6:25  |

Paroles et musique : ADX.
Les titres 1 à 10 ont été ré-enregistrés en 2010.
Les titres 11 à 17 sont les versions originales de 1986.

## Composition du groupe
- Philippe "Phil" Grelaud - Chant.
- Pascal "Betov" Collobert - Guitare et chœurs.
- Didier "Dog" Bouchard - Batterie.
- Bernard-Yves "B.Y." Queruel - Guitare et chœurs (titres 1 à 10).
- Claude "Klod" Thill - Basse, claviers et chœurs (titres 1 à 10).
- Hervé "Marquis" Tasson - Guitare (titres 11 à 17).
- Frédéric "Deuch" Deuchilly - Basse (titres 11 à 17).

## Sources
1. ↑  Date de parution : 14 Juin 2010
2. ↑  France Metal Museum
3. ↑  reprise en version punk